# Нидерландская революция
Нидерландская революция (нидерл. Nederlandse Opstand, исп. Revuelta de los Países Bajos; Восьмидесятилетняя война, Нидерландская война за независимость, в советской историографии — Нидерландская буржуазная революция) — религиозно-идеологическая, политическая и социально-экономическая борьба Семнадцати провинций за независимость от испанского владычества. Вооружённые действия, связанные с революцией, в силу своей продолжительности именуются также Восьмидесятилетней войной. В результате революции была признана независимость Семи Соединённых провинций. Области, ныне известные как Бельгия и Люксембург (те из Семнадцати провинций, которые остались под правлением Габсбургов), получили название Южные Нидерланды. Первым лидером нидерландцев выступал Вильгельм Оранский. Нидерландская революция стала одним из первых успешных национально-освободительных восстаний в Европе и привела к появлению федерации первых современных европейских республик.
Вначале Испании удавалось подавлять всякого рода выступления. Тем не менее в 1572 году повстанцы захватили Брилле, и вспыхнуло восстание. Северные провинции приобрели независимость: сначала де-факто, а в 1648 году — де-юре. Во время войны Голландская республика быстро росла и крепла, становясь мировой силой благодаря торговому флоту, развивающейся экономике и науке, а также культурному росту.
Южные Нидерланды (современная территория Бельгии, Люксембурга и северной Франции) какое-то время оставались под властью Испании. Однако длительное угнетающее господство Испании на юге стало причиной бегства финансовой, интеллектуальной и культурной элиты на север, что способствовало процветанию Голландской республики. К концу войны в 1648 году значительная территория Южных Нидерландов была захвачена Францией, которая под руководством кардинала Ришельё и Людовика XIII вступила в союз с Голландской республикой в борьбе против Испании в 1630-х годах.
Первый этап конфликта основывался на борьбе Нидерландов за независимость. Однако в центре уже последующего этапа было официальное объявление де-факто независимых Соединённых провинций. Этот этап совпал с подъёмом Голландской республики как мощной силы и становлением Нидерландской колониальной империи.

## Предыстория
Карл V получил в наследство от своей матери Хуаны I Безумной Испанию, а от отца Филиппа I Красивого — Нидерланды. Сам Карл V родился на территории тогдашних Нидерландов, в городе Гент. В 1549 году он издал Прагматическую санкцию, выделившую Семнадцать провинций из состава Священной Римской империи и сделавшую их наследственным владением дома Габсбургов. В 1555 году он отрёкся от Нидерландов в пользу своего сына Филиппа II, а в 1556 году и от испанской короны. Неурожай 1566 года, повышение налогов, нетерпимость к набирающему популярность протестантизму породила реакцию в виде иконоборческого восстания, которое было спровоцировано протестантскими агитаторами. В тот момент штатгальтером Нидерландов была Маргарита Пармская. Однако в 1567 году испанский король отправил в Нидерланды с широкими полномочиями герцога Альбу, чьи «антикризисные» меры буквально взорвали страну.

### Налогообложение
В состав Нидерландов входили экономически развитые регионы с высоким уровнем жизни, в числе которых была и Фландрия, долгое время находившаяся под властью французских королей. Мировой империи испанского короля Карла V принадлежали обширные американские и европейские территории, контроль и защита которых затруднялась огромными размерами империи. Это большое государство почти непрерывно находилось в состоянии войны со своими соседями в Европе, в первую очередь, с Францией в Итальянских войнах и турками в Средиземном море. Также велись войны против протестантских князей в Германии. Страна выплачивала высокие налоги для финансирования этих войн, но они в Нидерландах воспринимались как ненужные, а иногда и просто вредные, поскольку были направлены против её наиболее важных торговых партнёров.

### Протестантизм
В XVI столетии в северной части Европы быстро распространялись идеи протестантизма. Нидерландские протестанты после первоначальных репрессий были приняты властями и к ним стали относиться толерантно. К 1560-м годам протестантская (кальвинистская) община обрела законный статус. В обществе, зависящем от торговли, каковыми были Нидерланды, свобода и терпимость были основными вопросами; органы местного самоуправления приступили к реализации курса на мирное сосуществование разных религиозных направлений. При этом нидерландские протестанты с их скромным образом жизни выглядели в глазах простого населения привлекательнее в сравнении с роскошными, по общему мнению, привычками католического духовенства.
Тем не менее Карл V, а затем Филипп II, считали своим долгом бороться с протестантизмом, который являлся ересью с точки зрения католической церкви. Преследования протестантов вызывали рост напряжённости, ситуация накалялась, что особенно проявилось во второй половине столетия. Филипп направил войска для подавления восстания и превращения Нидерландов в католический регион.

### Централизация
Особенностью позднего средневековья в Нидерландах было то, что многие представители нидерландской управленческой элиты уже не были потомственными аристократами, а происходили из незнатных семей, достигших своего статуса в течение последних веков. В этой коллекции рассеянных аристократических княжеств в союзе и под предводительством бургундских герцогов более, чем когда-либо, выделялось высшее дворянство и их правители. В XV веке Брюссель, таким образом, стал де-факто столицей семнадцати провинций.
Ещё в средние века регионы Нидерландов, представленные дворянством и торговцами, пользовались значительной автономией при назначении администраторов. Карл V и Филипп II совершенствовали управление империей путём повышения авторитета центральной власти в вопросах права и налогов, что вызвало недовольство среди дворянства и купечества. Одним из примеров этого является захват власти в городе Утрехте в 1528 году, когда Карл V заменил Совет Гильдии мастеров, управлявший городом, собственным наместником, который взял власть во всей провинции Утрехт. Карл приказал построить крупный укреплённый замок Вреденбург для защиты от княжества Гельдерн и контроля за гражданами Утрехта. При правлении Марии Австрийской (1531—1555) традиционная власть наместников и высшей знати была заменена профессиональными юристами в Государственном совете.

## Начальный этап (1555—1572)

### Прелюдия к восстанию (1555—1568)
В 1556 году Карл передал трон своему сыну Филиппу II. Карла, несмотря на суровые методы, рассматривали в качестве правителя, который нужен Нидерландам. Филипп же вырос в Испании и не говорил ни по-фламандски, ни по-французски. Во время царствования Филиппа положение в Нидерландах обострилось из-за более высокого налогообложения, подавления протестантизма и централизации власти. Растущий конфликт достиг точки кипения и, в конечном итоге, привёл к войне за независимость.

### Дворянство в оппозиции
В рамках усилий по созданию стабильного и надёжного правительства Нидерландов Филипп назначил Маргариту Пармскую штатгальтером Нидерландов. Он продолжил политику своего отца при назначении членов высшего дворянства Нидерландов в Государственный совет — руководящий орган семнадцати провинций. Главой этого совета он поставил Антуана Перрено де Гранвеля, который был его доверенным лицом. Тем не менее, уже в 1558 году штаты провинций и генеральный штат Нидерландов стали противоречить пожеланиям Филиппа, возражая против его налоговой политики и требуя вывода испанских войск с юга Нидерландов. При последующих реформах Филипп встретился с сильной оппозицией. Некоторые из наиболее влиятельных вельмож, в том числе граф Эгмонт и Филипп де Монморанси, вышли из состава Государственного совета до тех пор, пока его возглавляет Гранвель. В этот же период, несмотря на ужесточение власти, росли религиозные протесты.
В декабре 1565 года группой нидерландских дворян был составлен документ, известный как Компромисс дворян Первыми лицами, подписавшими акт Компромисса и инициаторами его были Людовик Нассауский, Николай де Гамм, Бредероде и др., автором же документа считается Сент-Альдегонд. Документ, тайно пущенный по рукам, скоро был покрыт массой подписей — и дворян, и горожан, и католиков, и кальвинистов. Общим смыслом требований, предъявленных Маргарите Пармской (а через нее испанской короне) было уважение прежних вольностей и прекращение действия испанской инквизиции и «плакатов» (антипротестантских законов), против которых в Нидерландах выступали даже католики, так как рассматривали их применение как нарушение провинциальных вольностей. При всём том конфедераты уверяли в своей лояльности короне: они клялись, что не посягают ни на славу Божию, ни на королевскую власть; напротив, цель их — «утверждение королевской власти и уничтожение всяких смут, мятежей, партий и заговоров»; они обязывались оставаться в неразрывном союзе и защищать друг друга от гонений и преследований. 5 апреля 1566 года длинная процессия из 300 дворян, нарочито скромно одетых, представила в Брюсселе документ Маргарите Пармской; текст был зачитан его инициатором Бердероде. Согласно известному рассказу, Маргарита была очень взволнована, Вильгельм Оранский (бывший тогда членом Государственного совета и участвовавший в движении) попытался ее успокоить, но другой советник, Шарль де Берлемон, якобы заметил, намекая на скромную одежду демонстрантов: «N'ayez pas peur Madame, ce ne sont que des gueux» (не бойтесь, мадам, они всего лишь нищие)». Оппозиционеры немедленно приняли словечко «гёзы» (нищие) как самоназвание и отчеканили медаль с изображением нищенской сумы, которую и стали носить как знак отличия.

### Иконоборчество и репрессии. Начало восстания
Атмосфера в Нидерландах была напряжённой в связи с восстанием лидеров кальвинистов, голода после неурожая в 1565 году и экономических трудностей в связи с Северной войной. В начале августа 1566 года монастырская церковь в Стеенворде во Фландрии (в настоящее время в Северной Франции) была разграблена под предводительством проповедника Себастьяна Матте. За этим инцидентом последовал ряд аналогичных беспорядков во Фландрии и вскоре Нидерланды стали ареной массового иконоборческого движения кальвинистов, которые врывались в церкви и другие религиозные здания, оскверняли и разрушали статуи и изображения католических святых по всей стране. По словам кальвинистов, эти статуи представляли собой поклонение идолам. Действия иконоборцев разделили дворянство на два лагеря. Филипп утратил контроль над ситуацией в Нидерландах и отправил армию для подавления мятежа. 22 августа 1567 года Фернандо Альварес де Толедо (герцог Альба) вошёл в Брюссель во главе 10-тысячного войска.
Альба приехал с инструкцией Филиппа, которая повелевала, захватив почётнейших граждан страны, отправить их на смертную казнь, конфисковать в казну их имущество и поддерживать католическую веру во всей строгости. Смерть принца Оранского, Эгмонта, Горна и других была заранее решена. Но из трёх вождей Альбе удалось завлечь в свои сети только Эгмонта и Горна и 9 сентября 1567 года арестовать их. Судилище называлось «советом о беспорядках», а от народа получило название «Кровавого совета» (Bloedraad) и вполне оправдывало это прозвище.
В течение трёх месяцев Альба послал на эшафот до 1800 человек; тот, кого привлекали к следствию, был фактически уже осуждён; малейшего подозрения, даже клеветы со стороны врага было для этого достаточно; а более снисходительного приговора, чем смертная казнь и конфискация имущества, суд не выносил. Оранские принцы Вильгельм и Людвиг также были приглашены на суд, но, проявив благоразумие, не явились. Напротив, весною 1568 года они начали из Германии войну. Вначале, однако, они лишь ухудшили ужасное положение своей страны.
Победа, одержанная Людвигом в мае 1568 года в битве при Гейлигерлее, побудила Альбу казнить Эгмонта, Горна и других знатных лиц (в июне), и он отплатил за победу Людвига двумя победами и весьма искусными операциями против Вильгельма, которого с незначительными потерями совершенно вытеснил из страны в октябре 1568 года.
Но Испании мешал тот факт, что она была вынуждена вести войну на разных фронтах одновременно. Борьба против Османской империи в Средиземном море ограничивала военную мощь, развёрнутую против мятежников в Нидерландах. Уже в 1566 году с помощью французской дипломатии (учитывая франко-османский альянс) Вильгельм I Оранский обратился с просьбой о поддержке к Османской империи. Османская империя предложила прямую военную помощь повстанцам, во-первых, через связь Иосифа Наси с протестантами в Антверпене, а во-вторых, через письмо Сулеймана Великолепного «Лютеранам» во Фландрии с предложением помощи войсками по первой просьбе. Сулейман даже утверждал, что считает себя религиозно близким протестантам, «так как они не поклоняются идолам, верят в единого Бога и воевали против папы и императора». Лозунгом гёзов стал «Лучше турки, чем Папа», и они даже имели красное знамя с полумесяцем, напоминающее турецкое знамя. Турки продолжали оказывать поддержку Нидерландам вместе с французами и англичанами, а также поддерживали протестантов и кальвинистов, как один из способов противостояния Габсбургам в Европе.
В Нидерландах опять началась кровавая расправа; число казней вскоре достигло нескольких тысяч, было конфисковано имущества на 30 миллионов талеров, торговля и промышленность остановились, сотни тысяч людей спасались бегством за границу. После этого начались притеснения с помощью новых налогов: в марте 1569 года государственные чины в Брюсселе должны были дать своё согласие на три декрета, которыми был установлен сбор 1 процента со всего движимого и недвижимого имущества, 5 % с продажи земельной собственности и 10 % с цены любого проданного товара. Эти декреты нанесли удар по промышленности и торговле, и политическая катастрофа стала неизбежна. Её не могло предотвратить нечто вроде амнистии, обнародованной 4 июля 1570 года, хотя при этом все эдикты остались в силе, а когда 31 июля 1571 года была предпринята попытка произвести сбор новых налогов, то все лавки закрылись; не было ни купли, ни продажи, прекратились всякая работа и всякое промышленное движение.
Такое положение привело к тому, что большие массы населения оставались без работы и без возможности прокормить себя и свою семью. Мужчины стали уходить из городов, присоединяясь к отрядам морских и лесных гёзов. Началась массовая партизанская война против испанцев. Морские гёзы, пользовавшиеся негласной поддержкой Англии и Франции, ранее производившие каперские захваты испанских судов, теперь стали вести планомерные военные операции, часто совместно с лесными гёзами. Вильгельм I Оранский делал всё возможное для их снабжения и контроля над их действиями.

## Возрождение надежд (1572—1585)
Требования Альбы о введении новых налогов вызвали решительный протест как протестантов, так и католиков. Поддержка повстанцев выросла также за счёт большой группы беженцев, которые бежали из страны во время правления Альбы. 1 апреля 1572 года гёзы под предводительством своего лидера графа де ла Марк неожиданно захватили почти незащищённый город Брилле. Благодаря этому укреплённому городу повстанцы получили плацдарм и, что более важно, знак победы на севере страны. Это был знак для протестантов нижней Голландии восстать ещё раз.
Большинство из наиболее важных городов в провинциях Голландии и Зеландии объявили лояльность по отношению к повстанцам. Заметным исключением являются Амстердам и Мидделбург, которые остались верными католикам до 1578 года. Вильгельм Оранский был поставлен во главе восстания. Он был признан в качестве генерал-губернатора и штатгальтера Голландии, Зеландии, Фрисландии и Утрехта на совещании в Дордрехте в июле 1572 года. Было решено, что власть будет распределена между Оранским и штатами. В связи с растущим влиянием повстанцев в северных провинциях война вступила в решающую фазу.
Также усилились разногласия среди голландцев. С одной стороны там было кальвинистское воинствующее большинство, которое хотело продолжить борьбу с католическим Филиппом II и обратить всех голландских граждан в кальвинизм. С другой стороны, в Нидерландах существовало католическое меньшинство, которое хотело оставаться верным правителю и его администрации в Брюсселе. Вильгельм Оранский стал центральной фигурой сплочения этих групп во имя общей цели. В конце концов он был вынужден перейти к более радикальным кальвинистам именно потому, что кальвинисты были наиболее фанатичны в борьбе с испанцами. Он перешёл в кальвинизм в 1573 году.

### Гентское умиротворение и возобновление боевых действий
Вместо не сумевшего справиться с мятежом герцога Альбы в 1573 году был назначен новый наместник Нидерландов Луис де Рекезенс. Но за три года его правления (он умер в начале 1576 года), невзирая на падение 13 июля после долгой осады Харлема, испанцам так и не удалось переломить ситуацию в борьбе с повстанцами. В 1575 году Испания объявила о банкротстве, что привело к задержке жалования наёмникам. В результате последние отказались воевать, сместили своих офицеров и направились в Антверпен, грабя все на своем пути. 4 ноября 1576 года наемники сделали вылазку из антверпенской цитадели, получившую название «Испанской ярости», в ходе которой разграбили Антверпен и убили около 8 тысяч его жителей. Эти события укрепили решимость повстанцев Семнадцати провинций взять судьбу в собственные руки.
Тем временем в Брюсселе 4 сентября городская милиция под командованием офицера-оранжиста арестовала Государственный совет. Теперь все 17 провинций находились в состоянии восстания. В Генте были созваны Генеральные штаты. 
8 ноября 1576 года в ходе работы Генеральных Штатов между северными (кальвинистскими) и южными (католическими) провинциями Нидерландов было заключено соглашение (Гентское умиротворение), в котором были провозглашены религиозная терпимость и политическое единство для совместной борьбы против испанских войск (которые были объявлены вне закона под тем благовидным предлогом что это мятежники против короля). В качестве штатгальтера был призван эрцгерцог Австрийский Матвей Габсбург, Вильгельм Оранский получил пост председателя Государственного совета (фактически главы исполнительной власти) и руварда (провинциального правителя) Брабанта и в 1577 году торжественно въехал в Брюссель.
В большинстве католических провинций ущерб от иностранных войск являлся главной причиной вступления в открытое противостояние с испанцами, при этом формально власть Филиппа II была сохранена. Тем не менее, отдельные религиозные столкновения продолжались и Испания, используя поставки золота из Нового Света, направила новую армию под командованием своего сводного брата, победителя при Лепанто  Хуана Австрийского. Хуан Австрийский приниял условия Гентского умиротворения, и 12 февраля 1577 года подписал так называемый «Вечный эдикт», которым обещал вывод испанских войск в обмен на признание нидерландцами его наместнических полномочий и восстановление прав католической церкви. Эти условия, приемлемые для восставших католиков, оказались неприемлемыми ни для кальвинистов, ни для Филиппа II. Видя провал мирной политики, Хуан Австрийский в июле 1577 года внезапно захватил цитадель Намюра, возобновив таким образом военные действия. Из Испанской Ломбардии к нему подошли подкрепления во главе с его племянником Алессандро Фарнезе, будущим герцогом Пармским (сыном Маргариты Пармской). С этими силами 31 января 1578 года дон Хуан наголову разгромил армию повстанцев при Жамблу, казнив (повесив и утопив) всех взятых на поле боя пленных. Это поражение обострило противоречия между католиками и кальвинистами в лагере повстанцев, Вильгельм Оранский был вынужден покинуть Брюссель.  Между тем дон Хуан Австрийский умер 1 октября 1578 года, но сменивший его на посту испанского наместника талантливый полководец Алессандро Фарнезе продолжал готовить кампанию по полному возвращению Нидерландов под власть испанской короны.
Хотя Гентское умиротворение признавало кальвинизм официальным только в Голландии и Зеландии, в остальных же провинциях только терпимым, при сохранении католицизмом официального статуса - в крупных городах Фландрии кальвинисты начали брать власть в свои руки, опираясь на вооруженные милиции. В Генте в 1577—1584 годах существовала кальвинистская Гентская республика. Гентцы, в частности, конфисковали все церковные имущества, казнили двух бывших членов «кровавого совета» и отказывались платить налоги любой внешней власти. Эти события, особенно Гентская республика, напугали и оттолкнули от движения католическое дворянство Юга.

### Аррасская уния и Утрехтская уния
Алессандро Фарнезе повел переговоры с католическим дворянством южных провинций (так называемые «недовольные»), которое было напугано выступлениями кальвинистской буржуазии и плебса во Фландрии, в особенности созданием Гентской республики - и готово было договориться с короной на условиях изначальной «программы-минимум»: вывод испанских войск и соблюдение всех провинциальных прав, вольностей и привилегий; признание католицизма единственной дозволенной религией.  6 января 1579 года в г. Аррасе  представители провинций (Артуа, Эно (Геннегау) и города Дуэ издали декларацию с заявлением о готовности защищать католицизм, сохраняя при этом верность Гентскому умиротворению, а 17 мая на этих принципах было подписано в Аррасе соглашение с Алессандро Фарнезе. Первоначально в так называемой Аррасской унии участвовали графство Эно, графство Артуа, а также города Лилль, Дуэ и Орши (Валлонская Фландрия); впоследствии к ней присоединились графство Намюр, графство Люксембург и герцогство Лимбург. Среди прочих последствий, это давало Фарнезе базу для широкого наступления на остававшиеся в состоянии восстания провинции.
23 января 1579 года в ответ на Аррасскую унию Вильгельм I Оранский объединил северные провинции: Голландию, Зеландию, Утрехт, Гронинген и Гельдерн в Утрехтскую унию. Города Южных Нидерландов Брюгге, Гент, Антверпен и Брюссель поддержали Утрехтскую унию Севера и присоединились к ней. Таким образом Семнадцать провинций оказались разделены на восставшие северные и покорившиеся испанскому королю южные.
К пяти провинциям, подписавшим Утрехтскую унию, в том же году присоединились ещё две: Оверэйссел и Фрисландия, что закрепило союз и послужило правовой основой для образования нового государства — Республики Соединённых провинций Нидерландов (фактически с июля 1581 года).

### Акт о клятвенном отречении
Генеральные штаты пытались найти подходящую замену Филиппу II Испанскому в качестве короля. Естественным выбором на роль защитника Нидерландов представлялась протестантская королева Англии Елизавета, однако она не пожелала непосредственно вмешиваться в ситуацию. После отказа Елизаветы Генеральные штаты пригласили правителем младшего брата французского короля Франсуа, герцога Анжуйского. Тот согласился при условии, что Нидерланды официально осудят любые проявления лояльности к Филиппу. В 1581 году был опубликован Акт о клятвенном отречении, который провозгласил, что король Испании не исполнял своих обязанностей в Нидерландах и поэтому больше не считается там законным королём. Анжу, однако, вызывал глубокое недоверие населения и всё более беспокоился по поводу ограниченности своего влияния. Однако попытка герцога Анжуйского подчинить себе Нидерланды встретила всеобщее сопротивление, и после страшной бойни, устроенной его людям антверпенцами при попытке захватить город - герцог Анжуйский был вынужден с позором вернуться во Францию в 1583 году.

### Падение Антверпена
После Акта о клятвенном отречении Испании  Алессандро Фарнезе возобновил наступление, завоевав основную часть Фландрии и Брабант, а также значительную часть северо-восточных провинций, повсюду восстанавливая католичество и подвергая протестантов казням и пыткам. Антверпен, в то время крупнейший город в Нидерландах, пал в 1585 году, в результате чего более половины его населения бежало на север. Численность населения Антверпена упала со 100 тысяч жителей в 1560 до 42 тысяч в 1590 году.
Вильгельм Оранский, объявленный вне закона Филиппом II в марте 1580, был убит сторонником короля Бальтазаром Жераром 10 июля 1584 года.
Нидерланды были поделены на независимую северную часть и южную часть, остававшуюся под испанской властью. Большая часть населения Севера исповедовала протестантизм. Юг, контролируемый испанцами, оставался оплотом католичества. Большинство протестантов бежало на север. Испания держала большое войско на юге страны.

## Непризнанная независимость севера (1585—1609)
Соединённые Провинции искали поддержки традиционных соперников Испании, и с февраля по май 1585 даже предлагали каждому из монархов Франции и Англии суверенитет над Нидерландами.
Несмотря на многолетнюю неофициальную поддержку Соединённых провинций, английская королева Елизавета I, желая избежать лобового столкновения с Испанией, не провозглашала этого официально. Годом ранее католики Франции подписали договор с Испанией, ставивший целью уничтожение французских протестантов. Опасаясь, что Франция попадёт под контроль Габсбургов, Елизавета Английская начала действовать. Она направила в Нидерланды (1585) в качестве лорда-регента графа Лестера с шеститысячным отрядом войск, включавшим тысячу человек кавалерии. Граф Лестер принял сторону радикальных кальвинистов, что оттолкнуло католиков и умеренных. Пытаясь укрепить свою власть за счёт самостоятельности провинций, граф настроил против себя нидерландских патрициев, а спустя год, лишившись поддержки народа, вернулся в Англию. Генеральные Штаты назначили 20-летнего Морица Оранского, талантливого сына убитого в 1584 г. Вильгельма, на должность командующего нидерландской армии (1587). 7 сентября 1589 года Филипп II приказал отвести все имеющиеся силы на Юг в попытке помешать Генриху Наваррскому стать королём Франции. Для Испании Нидерланды стали одним из противников во французских религиозных войнах.
Современные границы Нидерландов в основном сформировались в результате кампаний Морица Оранского. Он сумел использовать катастрофический разгром испанской «Непобедимой Армады» (1588) в противоборстве с английским флотом и морской стихией. Одной из наиболее примечательных особенностей этой войны были волнения военнослужащих испанской армии, вызванные задержкой жалования: в период с 1570 по 1607 год произошло по меньшей мере 40 мятежей. Когда король Франции Генрих IV объявил войну Испании, испанское правительство объявило о банкротстве (1595). Однако, восстановив контроль над морем, Испании удалось значительно увеличить поставки золота и серебра из Америки, что позволило ей усилить военное давление на Англию и Францию.
После заключения договора с Францией (1598) Филипп уступил Нидерланды своей дочери Изабелле и её мужу и своему племяннику Альбрехту VII Австрийскому. В это время Мориц вёл захват важных городов страны. Начиная с важного укрепления Берген-оп-Зом (1588), Мориц завоевал Бреду (1590), Зютфен, Девентер, Делфзейл и Неймеген (1591), Стеенвик, Коворден (1592), Гертруденберг (1593), Гронинген (1594), Грунло, Энсхеде, Оотмарсум, Олдензал (1597) и Граве (1602). Эта кампания проходила в пограничных районах современных Нидерландов. В сердце Нидерландов установился мир, который впоследствии перешёл в нидерландский Золотой век.
Испанская власть в Южных Нидерландах оставалась сильной. Однако контроль над Зеландией позволил Северным Нидерландам регулировать движение через устье Шельды, которая связывала с морем важный порт Антверпен. Порт Амстердама извлёк весьма большую пользу из блокады порта Антверпена. Тем не менее, по предложению Морица, кампания за освобождение Южных Нидерландов началась в 1600 году. Эта кампания была направлена также на устранение угрозы для голландской торговли, возникшей в связи с поддержкой испанцами торговцев Дюнкерка. Испанцы укрепили свои позиции вдоль побережья, что привело к битве у Ньивпорта.
Армия Генеральных Штатов завоевала признание для себя и своего командира, нанеся поражение испанским войскам в открытом бою. Мориц остановил марш на Дюнкерк и вернулся в северные провинции. Разделение Нидерландов на отдельные государства стало свершившимся фактом. Не устранив угрозу для торговли, исходящую от Дюнкерка, Нидерланды создали свои военно-морские силы для защиты морской торговли, значительно выросшей после создания (1602) Голландской Ост-Индской компании. Укрепление нидерландского флота стало сдерживающим фактором для военно-морских амбиций Испании.

## Двенадцать лет перемирия (1609—1621)
В 1609 году было объявлено прекращение огня, после чего последовало двенадцать лет перемирия между Соединёнными провинциями и контролируемыми испанцами южными штатами при посредничестве Франции и Англии.
Во время перемирия в нидерландском лагере возникли две фракции, разнонаправленные политически и религиозно. На одной стороне были приверженцы богослова Якоба Арминия, чьи видные сторонники включали в себя Йохана ван Олденбарневелта (Барневелта) и Гуго Гроция. Арминиане относились к протестантскому течению ремонстрантов и являлись, как правило, зажиточными торговцами, которые приняли более строгое толкование Библии, чем классические кальвинисты. Помимо этого, они считали, что Нидерланды должны быть республикой. Они оппонировали более радикальным гомарианам (сторонникам Франциска Гомара), которые в 1610 году открыто провозгласили свою верность принцу Морицу. В 1617 году произошла эскалация конфликта, когда республиканцы (ремонстранты) провели «Резолюцию», позволяющую городам принять меры в отношении гомариан. Однако Олденбарневелт был обвинён принцем Морицем в государственной измене, арестован и в 1619 году казнён. Гуго Гроций покинул страну после побега из заключения в замке Лёвенстейн.

## Заключительный этап (1621—1648)

### Возобновление войны
Переговорам о мире мешали два нерешённых вопроса. Во-первых, испанскому требованию религиозной свободы для католиков в Северных Нидерландах противопоставлялось нидерландское требование свободы для протестантов на юге Нидерландов. Во-вторых, существовали несогласия относительно торговых путей в различных колониях (на Дальнем Востоке и в Северной и Южной Америке), которые не удавалось разрешить. Испанцы сделали одно последнее усилие для завоевания Севера, а нидерландцы использовали свои военно-морские силы, чтобы расширить колониальные торговые маршруты в ущерб Испании. Война возобновилась, становясь частью более масштабной Тридцатилетней войны.
В 1622 году испанское нападение на важную крепость Берген-оп-Зом было отбито. Однако, в апреле 1625 года Мориц умер, в то время как испанцы под командованием генерала Амброзио Спинолы осаждали город Бреда, который был взят испанцами в июне 1625 года. После этой испанской победы сводный брат Морица Фредерик Генрих, принявший командование армией, в 1629 году захватил ключевой укреплённый город Хертогенбос. Этот город, крупнейший в северной части Брабанта, считался неприступным. Его потеря явилась серьёзным ударом по испанцам.
В 1632 году Фредерик Генрих захватил Венло, Рурмонд и Маастрихт. Попытки нападения на Антверпен и Брюссель, однако, провалились из-за отсутствия поддержки фламандского населения. Это было связано как с грабежами в ходе военных действий, так и с обращением нового поколения жителей Фландрии и Брабанта в католицизм, что породило недоверие к кальвинистской Голландии даже большее, чем к испанским оккупантам.

### Мир
30 января 1648 года война закончилась подписанием Мюнстерского договора между Испанией и Нидерландами. 15 мая 1648 года в Мюнстере стороны обменялись ратифицированными копиями договора. Этот договор являлся частью европейского Вестфальского мира, завершавшего Тридцатилетнюю войну. В договоре баланс сил в Западной Европе был приведён в соответствие с реальной расстановкой сил, то есть де-юре Нидерландская Республика была признана в качестве независимого государства и сохранила контроль над территориями, завоёванными на поздних этапах войны.
Мир не был долговечным, возникли новые мировые державы.
Уже в 1652 году, через четыре года после подписания мира, в Европе возник новый конфликт - Нидерландская и Английская республики начали войну.

## В кино
- «Приключения Тиля Уленшпигеля» (Les aventures de Till L’Espiègle) — режиссёры Жерар Филип, Йорис Ивенс (Франция, ГДР, 1956).
- «Легенда о Тиле» — режиссёры А. Алов, В. А. Наумов (СССР, 1976).
- «Летучий голландец» (De vliegende Hollander) — режиссёр Йос Стеллинг (Нидерланды, Бельгия, 1995).
- «Кенау» (Kenau) — режиссёр Маартен Треёньет (Нидерланды, Венгрия, 2014).
- «Капитан Алатристе» (исп. Alatriste — режиссёр Агустин Диас Янес (Испания, 2006)